# 本阿弥切

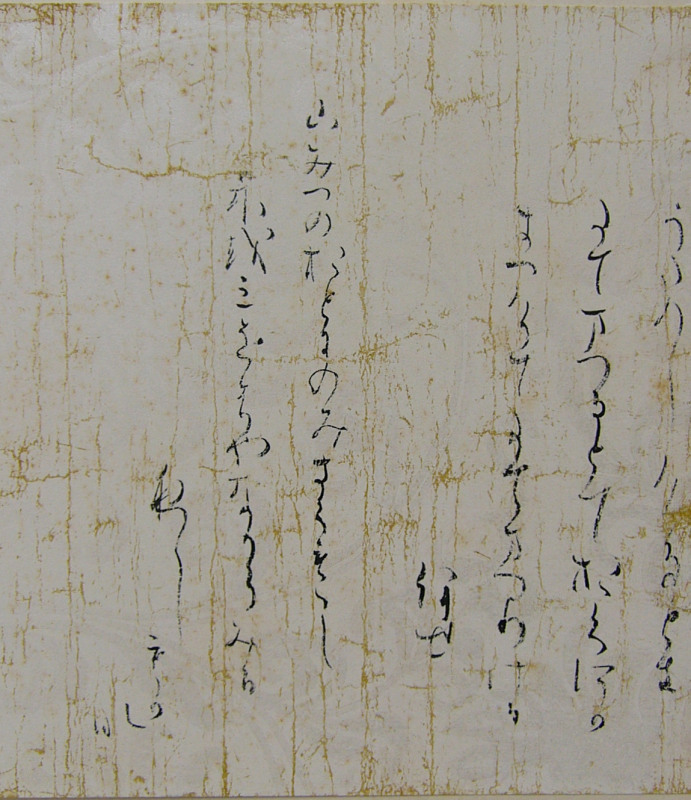
本阿弥切 第18巻末尾断簡 部分

本阿弥切（ほんあみぎれ）は、12世紀初め頃の書写と推定される『古今和歌集』の写本の通称である。古来小野道風を伝承筆者とするが、書風・料紙等から見て道風より2世紀ほど後の院政期の作と思われる。近世初期の能書家本阿弥光悦が一部を愛蔵していたことから「本阿弥切」の名がある。『古今和歌集』の平安時代の古写本として高野切と並び貴重なものであり、書道史上も重要な作品である。なお、「切（きれ）」とは、元来、冊子本や巻物であった和歌集、漢詩集などの写本を、後世鑑賞用に切断して掛軸などに仕立てたものを指す。

## 概要
原装は巻子本で、本来『古今和歌集』の巻一～巻二十と「序」を備えていたものと思われるが、現存する巻は巻十、十一、十二、十三、十四、十六、十七、十八のみである。
料紙は、古渡りの唐紙で、白、縹（はなだ：薄い藍色）、朽葉色などの具引きを施した上に、雲母（きら）で唐草、雲鶴、夾竹桃（きょうちくとう）などの文様を刷り出したものである。（「具引き」とは、胡粉（貝殻を焼いたものの粉末）または、これに顔料を加えたものを刷毛で紙面に塗る「引き染め」のこと）
現存する本阿弥切『古今和歌集』は、零巻（完本でなく、一部が欠けた巻物）と断簡（切断された紙片）のみで、原装のまま残るものはない。巻十二の零巻（国宝）が京都国立博物館、巻十六の大部分と巻十七の一部を合わせた零巻（旧御物）が三の丸尚蔵館に所蔵される。このほか、巻十と巻十一の各一部を合わせた零巻がかつて存在し、古美術収集家として著名な実業家益田孝の所蔵であったが、この巻は後に分割されている。

## 書風
本阿弥切の書風は、平安時代の仮名書道の最高峰と評される高野切（11世紀に書写された『古今和歌集』の写本）などとは別系統で、他に同筆の遺品は知られていない。本阿弥切は、紙面の高さ（縦）16.7cmほどの小型の作品であり、当然ながら字粒も小さいが、筆力が強くリズミカルな書風であると評されている。